# Cappella Maggiore
Cappella Maggiore es una localidad y comune italiana de la provincia de Treviso, región de Véneto, con 4.576 habitantes.

## Evolución demográfica
| Gráfica de evolución demográfica de Cappella Maggiore entre 1861 y 2001 |
|                                                                         |
| Fuente ISTAT - elaboración gráfica de Wikipedia                         |